# Friedrich Haider (Dirigent)

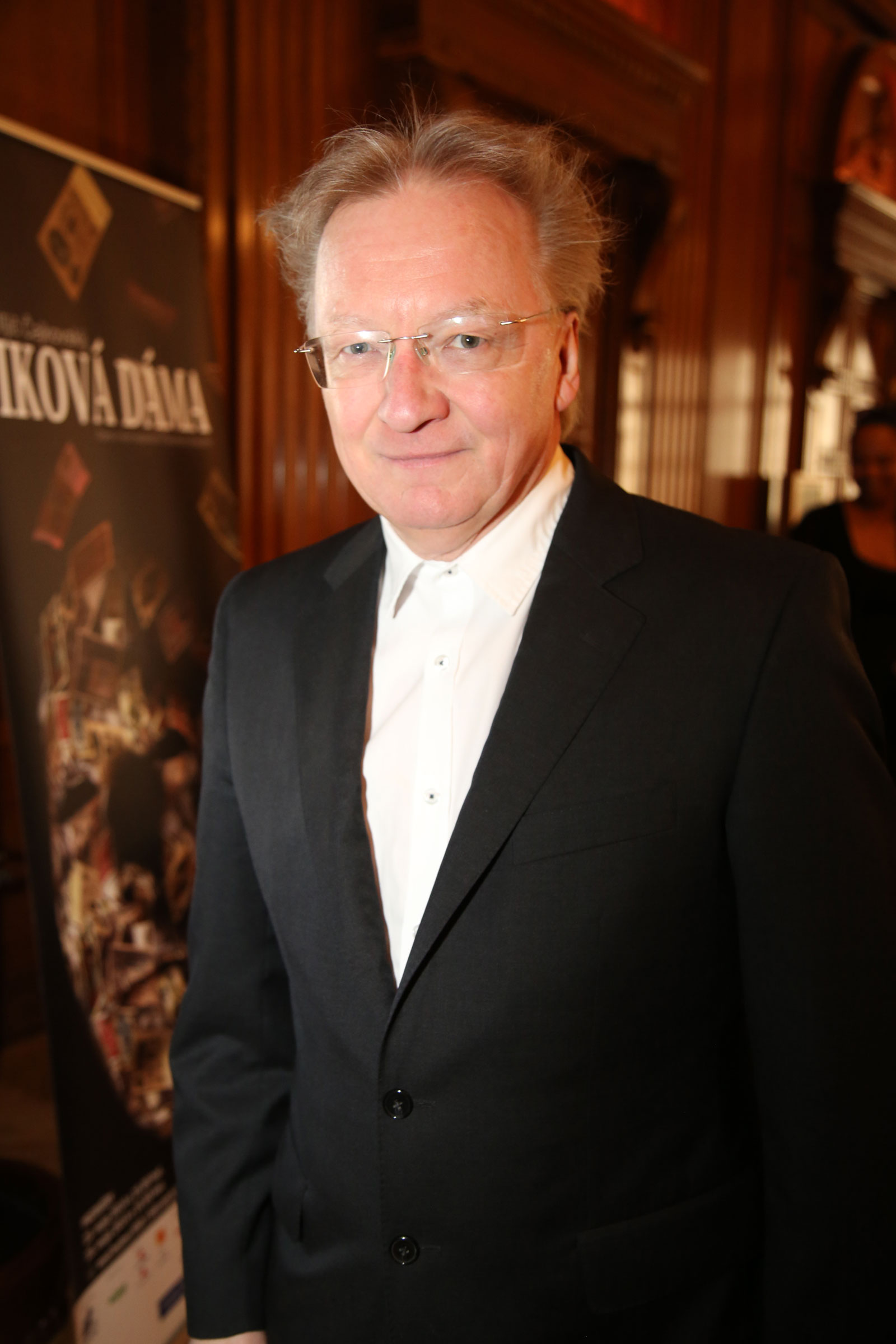
Friedrich Haider (2015)

Friedrich Haider (* 7. November 1961) ist ein österreichischer Dirigent und Pianist.

## Leben und Werk
Friedrich Haider ist Absolvent der Anton Bruckner Privatuniversität Linz (Klavier bei Martha Picker und Dirigieren bei Leopold Mayer), der Musikuniversität Wien (Dirigieren bei Karl Österreicher) sowie der Internationalen Sommerakademie Salzburg (Meisterklasse von Milan Horvat). Sein Theaterdebüt erfolgte am 26. Juli 1984 in Klagenfurt mit Johann Strauss’ Wiener Blut. Im Konzertsaal stellte er sich im gleichen Jahr erstmals am Pult des Wiener Kammerorchesters vor. Nach verschiedenen Stationen als Assistent erarbeitete er sich an vornehmlich kleineren Opernhäusern ein Repertoire, das heute mehr als 60 Titel umfasst und unterschiedlichste Fächer und Stile vereint.
Wiederholt widmete sich Haider dem italienischen Belcanto, wobei er vor allem mit seiner Entdeckung von Roberto Devereux von Donizetti persönliche Erfolge erringen konnte – zuletzt 2004 an der Bayerischen Staatsoper. Nach seinem erfolgreichen Debüt 2002 an der Wiener Staatsoper dirigierte er an diesem Haus über sieben Saisonen hindurch Repertoire-Vorstellungen, darunter auch dreimal die traditionelle Silvester-Aufführung von Johann Strauss’ Die Fledermaus. 2006 feierte er seinen Einstand an New Yorks Metropolitan Opera mit Verdis Rigoletto, und folgte 2011 der ersten Einladung an die Staatsoper Berlin (Mozart: Die Entführung aus dem Serail).
Zu den Höhepunkten seiner bisherigen Theater-Arbeit zählen Verdis Otello (beim Tivoli Festival Kopenhagen), Gounods Faust (an der Bayerischen Staatsoper München), Mozarts Die Entführung aus dem Serail (an der Semperoper Dresden), Wagners Lohengrin (in Barcelona) und Tristan und Isolde (in Nizza) sowie Strauss’ Salome (an der Nationaloper Tokio) und Webers Freischütz (am Teatro La Fenice in Venedig).
Haider war Gastdirigent u. a. folgender Orchester: London Symphony, Tschechische Philharmonie, Dresdner Staatskapelle, Brucknerorchester Linz, Göteborger Symphoniker, Mailänder Kammerorchester, Tokyo Philharmonic und Symphonic.
Von 1991 bis 1994 wirkte Haider als Chefdirigent der Opéra national du Rhin in Straßburg.
Seit 1971 unterhielt Haider einen engen, freundschaftlichen Kontakt zum österreichischen Künstler Ernst Fuchs. Er sammelt das Frühwerk Fuchs’ (1945 bis 1960er Jahre) und hat darüber auch publiziert.
Haider ist verheiratet. Zuvor war er lange mit Edita Gruberová liiert, A1 mit der er auch beruflich eng zusammenarbeitete. So hatten beide 1992 ein Musiklabel gegründet, das Belcanto-Partien der Sängerin veröffentlichte. Beide trennten sich 2007.

### Oviedo Filarmonia
2004 wurde Haider Chefdirigent der nordspanischen Oviedo Filarmonia. Eine Position, die er mit zwei Vertragsverlängerungen bis 2011 innehatte. Mit dem Klangkörper bestritt er 30 Konzertprogramme und gastierte in Madrid, Tokyo (Bunka Kaikan Hall) sowie Paris (Théâtre des Champs-Élysées). Für das Label Naxos spielte er mit dem Orchester Giuseppe Verdis Otello und mehrere Werke von Ermanno Wolf-Ferrari ein. 2011 wurde Haider für seine Arbeit mit der Goldmedaille des Auditoriums Principe Felipe ausgezeichnet.

### Werke von Ermanno Wolf-Ferrari
In einem Londoner Antiquariat fiel Haider 2002 eine Partitur von Wolf-Ferraris opera buffa Il segreto di Susanna (Susannens Geheimnis) in die Hände. Er unterzog die Partitur einer Revision und setzte das Werk auf das Programm eines Konzertes mit dem Münchner Rundfunkorchester (Judith Howarth, Renato Bruson, Münchner Rundfunkorchester, München 2003).
2008 veröffentlichte das CD-Label „Philartis Vienna“ den Opern-Einakter Il segreto di Susanna (Judith Howard, Angel Oden, Oviedo Filarmonia) sowie die Welt-Ersteinspielung der Orchester-Suiten des Komponisten. Bei Farao Classics erschien als Beginn einer „Wolf-Ferrari Edition“ die Einspielung des Konzerts für Violine und Orchester D-Dur op. 26 (Solist: Benjamin Schmid), eine Aufnahme, die mit dem Preis der Deutschen Schallplattenkritik (Vierteljahresliste 2013/1) ausgezeichnet wurde. Am Slowakischen Nationaltheater in Bratislava dirigierte Haider 2015 als slowakische Erstaufführung Wolf-Ferraris I gioielli della Madonna (Der Schmuck der Madonna).

### Slowakisches Nationaltheater
Zum 1. August 2012 übernahm Haider die für ihn geschaffene Position des Musikdirektors am Slowakischen Nationaltheater in Bratislava. Dieser Titel vereinte die Position des Operndirektors mit der des Chefdirigenten. Entsprechend dem persönlichen Wunsch des Kulturministers Marek Maďarič wollte Haider sich der Herausforderung stellen, das Haus europäisch wettbewerbsfähig zu machen. Repräsentanten des deutschen Regietheaters wie Peter Konwitschny, Hans Joachim Ruckhäberle oder Martin Schüler wurden mit Premieren von Puccinis La Boheme, Richard Strauss’ Salome und Verdis Rigoletto ebenso an das Haus gebunden wie international tätige Gesangssolisten. Haiders Neueinstudierungen von Wagners Lohengrin und Mozarts La clemenza di Tito wurden mit dem Slowakischen Kritikerpreis ausgezeichnet. Zu Beginn des Jahres 2015 nahm das Kultusministerium eine Budget-Kürzung am Nationaltheater vor und stockte fast zeitgleich die Gehälter der benachbarten Philharmonie um insgesamt 1,5 Millionen Euro auf. Den Unwillen des Ministeriums, dieses Vorgehen zu rechtfertigen, nahm Haider zum Anlass, das Amt des Musikdirektors im Juni 2016 niederzulegen. In der folgenden Saison wurde Haider Erster Gastdirigent der Theater und Philharmonie Essen.

### Musicae Antiquae Collegium Varsoviense
Anlässlich einer Neueinstudierung von Mozarts Cosi fan tutte an der Warschauer Kammeroper im Januar 2017 dirigierte Haider erstmals das Musicae Antiquae Collegium Varsoviense. Den Aufführungen folgte eine Wiedereinladung mit Mozarts Zauberflöte. Zur Eröffnung des Warschauer Mozart-Festivals 2017 leitete Haider das Orchester erneut in einer konzertanten Aufführung von Mozarts Don Giovanni in der Nationalphilharmonie Warschau und wurde in der Folge zu dessen Chefdirigenten per 1. September 2017 ernannt.

## Auszeichnungen
- 1979: Talentförderungsprämie des Landes Oberösterreich (Komposition)
- 2002: Preis der Deutschen Schallplattenkritik (Richard Strauss: Die Orchesterlieder, integral)
- 2011: Goldmedaille des Auditoriums Principe Felipe Oviedo
- 2013: Preis der Deutschen Schallplattenkritik (Ermanno Wolf-Ferrari: Konzert für Violine und Orchester D-Dur op. 26)

## Publikationen
- Friedrich Haider (Herausgeber und Co-Autor): Ernst Fuchs – Zeichnungen und Graphik aus der frühen Schaffensperiode – 1942 bis 1959. Löcker-Verlag, Wien 2003, ISBN 3-85409-387-X